# Aspasia (poesia)

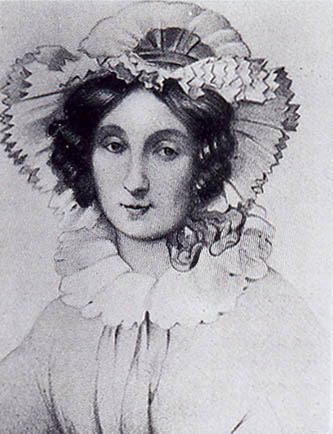
Lo pseudonimo ispirato ad Aspasia, moglie di Pericle, adombrava la figura di Fanny Targioni Tozzetti, ultimo amore leopardiano.

Aspasia è la poesia leopardiana più profondamente ed esplicitamente autobiografica del cosiddetto "ciclo di Aspasia". Comprende quattro strofe per un totale di 112 endecasillabi sciolti. Fu scritta con ogni probabilità a Napoli, nel 1834, come sembra dedursi da elementi interni al testo stesso.
Giacomo Leopardi vi ripercorre la propria recente passione amorosa, straziante ai limiti del delirio, per Fanny Targioni Tozzetti, passione da lui segretamente nutrita a Firenze tra il 1830 e il 1832 e che rappresentò il suo ultimo grande amore. Allo stesso tempo, la poesia è una riflessione sulla natura dell'amore come estrema illusione dell'uomo.
In un certo senso, Aspasia può essere considerata come l'unica vera poesia d'amore che Leopardi abbia mai scritto; l'unica, cioè, ispirata e dedicata a una donna che egli aveva realmente conosciuto e a lungo frequentato. Si tratta peraltro di un componimento amoroso sui generis, poiché, più che una passione in corso, essa celebra la fine di un amore. Per questo motivo Aspasia è stata spesso avvicinata a La libertà di Pietro Metastasio.